# خبل (عروض)
الخبْل يُقصد به في العروض العربي حذف الثاني الساكن (الخبن) مع الرابع الساكن (الطي)، فتصير مُسْتَفْلِعُن مُتَعِلُن وتُنقل إلى فَعِلَتُن.